# 蒙采维尔
蒙采维尔（法語：Montzéville，法語發音：[mɔ̃tsevil]）是法国默兹省的一个市镇，属于凡尔登区。

## 地理
蒙采维尔（49°11'29"N, 5°13'16"E）面积17.65 平方千米，位于法国大東部大區默兹省，该省份为法国西北部内陆省份，北与比利时接壤，西接马恩省和阿登省，南至上马恩省和孚日省，东临默尔特-摩泽尔省。
与蒙采维尔接壤的市镇（或旧市镇、城区）包括：欧布雷维尔、阿沃库尔、贝特兰维尔、沙唐库尔、阿戈讷地区埃讷、弗罗姆雷维尔-莱瓦隆、马尔、雷西库尔。
蒙采维尔的时区为UTC+01:00、UTC+02:00（夏令时）。

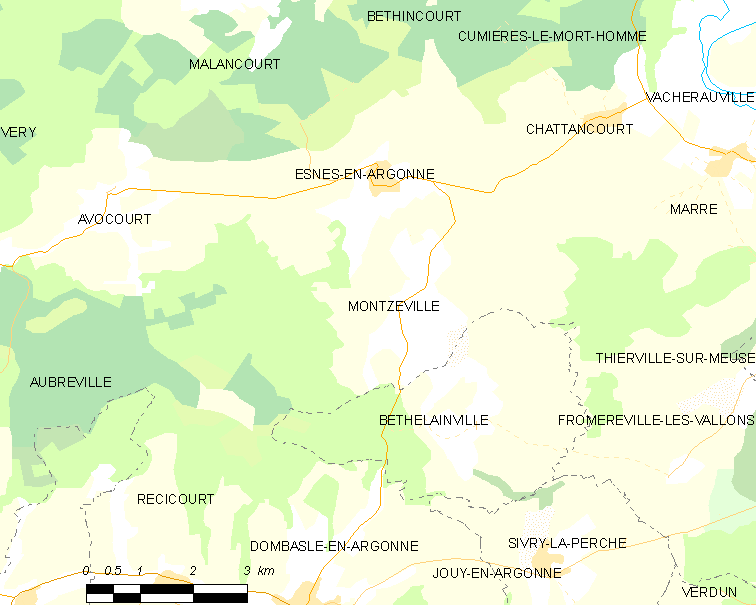
蒙采维尔的OSM定位图

## 行政
蒙采维尔的邮政编码为55100，INSEE市镇编码为55355。

## 政治
蒙采维尔所属的省级选区为阿戈讷地区克莱蒙县。

## 人口

1962-2008年间蒙采维尔人口变化图示

蒙采维尔于2022年1月1日时的人口数量为154人。